# Абдурахмонов, Бекзод Махамаджонович
Бекзо́д Махамаджо́нович Абдурахмо́нов (узб. Bekzod Mahamadjonovich Abdurahmonov; род. 15 марта 1990 года) — узбекистанский борец вольного стиля, двукратный чемпион Азиатских игр 2014 года и 2018 года, двукратный чемпион Азии, призёр чемпионатов мира, участник Олимпийских игр 2016 года в Рио-де-Жанейро. Бронзовый призёр Олимпийских игр в Токио. Заслуженный спортсмен Республики Узбекистан. Награждён медалью «Шухрат».

## Биография
Родился в 1990 году в Ташкенте. В 2012 и 2013 годах занял 4-е места на международном первенстве New-York Atletic. В 2014 году стал серебряным призёром мемориального турнира памяти Дэйва Шульца и чемпионом Азиатских игр, а также бронзовым призёром чемпионата мира. 2015 года выиграл финал Голден Гран-при в Баку.
В 2016 году прошёл квалификацию на Олимпийские игры в Рио-де-Жанейро, победив тайца Падипата Вантавонга, латыша Альберта Юрченко, австрийца Амирхана Висалимова, киргиза Саякбая Усупова и испанца Таймураза Фриева. Однако не смог пройти в финал уступив россиянину Аниуару Гедуеву в 1/8 финала и азербайджанцу Джабраилу Гасанову в борьбе за третье место.
На чемпионате мира по борьбе 2018 года в Будапеште, узбекский атлет завоевал свою вторую бронзовую медаль на первенствах мира.
27 февраля 2022 года на Международном турнире «Яшар Догу» в Стамбуле, победив в схватке за 3 место Ахмед Айбуев из Франции, стал бронзовым призёром.

## Спортивные результаты
| Год  | Соревнование                                                        | Город                    | Весовая категория | Место |
| ---- | ------------------------------------------------------------------- | ------------------------ | ----------------- | ----- |
| 2019 | Международный турнир «Дан Колов — Никола Петров»                    | Русе, Болгария           | 74 кг             | 2     |
| 2018 | Чемпионат мира по борьбе 2018                                       | Будапешт, Венгрия        | 74 кг             | 3     |
| 2018 | Летние Азиатские игры 2018                                          | Джакарта, Индонезия      | 74 кг             | 1     |
| 2018 | Гран-при Вахтанга Балавадзе и Гиви Картозия                         | Тбилиси, Грузия          | 74 кг             | 2     |
| 2018 | Чемпионат Азии по борьбе 2018                                       | Бишкек, Кыргызстан       | 74 кг             | 7     |
| 2018 | Pro Wrestling League                                                | Индия                    | команда           | 3     |
| 2017 | Кубок Ахмата Кадырова                                               | Грозный, Россия          | команда           | 5     |
| 2017 | Азиатские игры по боевым искусствам и состязаниям в помещениях 2017 | Ашхабад, Туркмения       | 74 кг             | 1     |
| 2017 | Чемпионат мира по борьбе 2017                                       | Париж, Франция           | 74 кг             | 5     |
| 2017 | Игры исламской солидарности 2017                                    | Баку, Азербайджан        | 74 кг             | 3     |
| 2017 | Чемпионат Азии по борьбе 2017                                       | Нью-Дели, Индия          | 74 кг             | 1     |
| 2017 | Турнир памяти Яшара Догу                                            | Стамбул, Турция          | 74 кг             | 9     |
| 2016 | Мемориал Билла Фаррелла                                             | Нью-Йорк, США            | 74 кг             | 2     |
| 2016 | Летние Олимпийские игры 2016                                        | Рио-де-Жанейро, Бразилия | 74 кг             | 5     |
| 2016 | Гран-при Германии                                                   | Дортмунд, Германия       | 74 кг             | 3     |
| 2016 | Мемориал Вацлава Зёлковского                                        | Спала, Польша            | 74 кг             | 17    |
| 2016 | Второй мировой олимпийский квалификационный турнир по борьбе 2016   | Стамбул, Турция          | 74 кг             | 1     |
| 2016 | Турнир Александра Медведя                                           | Минск, Белоруссия        | 74 кг             | 7     |
| 2016 | Мемориал Дэйва Шульца                                               | Колорадо-Спрингс, США    | 74 кг             | 2     |
| 2015 | Голден Гран-при                                                     | Баку, Азербайджан        | 70 кг             | 1     |
| 2015 | Мемориал Билла Фаррелла                                             | Нью-Йорк, США            | 74 кг             | 1     |
| 2015 | Чемпионат мира по борьбе 2015                                       | Лас-Вегас, США           | 70 кг             | 9     |
| 2015 | Мемориал Али Алиева                                                 | Каспийск, Россия         | 70 кг             | 5     |
| 2015 | Чемпионат Азии по борьбе 2015                                       | Доха, Катар              | 70 кг             | 1     |
| 2015 | Турнир памяти Яшара Догу                                            | Стамбул, Турция          | 70 кг             | 5     |
| 2014 | Летние Азиатские игры 2014                                          | Инчхон, Республика Корея | 70 кг             | 1     |
| 2014 | Чемпионат мира по борьбе 2014                                       | Ташкент, Узбекистан      | 70 кг             | 3     |
| 2014 | Мемориал Дэйва Шульца                                               | Колорадо-Спрингс, США    | 70 кг             | 2     |
| 2013 | Турнир Нью-Йоркского атлетического клуба                            | Нью-Йорк, США            | 74 кг             | 4     |
| 2012 | Турнир Нью-Йоркского атлетического клуба                            | Нью-Йорк, США            | 74 кг             | 4     |
| 2010 | Sunkist Kids International Open                                     | Темпе, США               | 74 кг             | 6     |